# Libnotes (Libnotes) soembana
Libnotes (Libnotes) soembana is een tweevleugelige uit de familie steltmuggen (Limoniidae). De soort komt voor in het Oriëntaals gebied.